# مارک-ادوارد نب
مارک-ادوارد نَب (به فرانسوی: Marc-Édouard Nabe) با نام اصلی الن مارک ادوارد زنینی (Alain Marc Édouard Zannini) نویسنده، نقاش و موسیقی‌دان قرن بیستم میلادی اهل فرانسه و پسر مارسل زنینی موسیقی‌دان جاز فرانسه با اصلیت ترک-ایتالیایی است.